# Carl Erik Svenstedt
Carl Erik Eugen Svenstedt, född 23 mars 1908 i Mjölby församling, Östergötlands län, död 23 oktober 1997 i Linköpings domkyrkoförsamling, Östergötlands län, var en svensk präst.

## Biografi
Carl Erik Svenstedt föddes 1908 i Mjölby församling. Han var son till Carl Johan Svenstedt och Anna Fredrikson. Svenstedt avlade teologie kandidatexamen 1932 och prästvigdes samma år för Linköpings stift. Han blev 1934 komminister i Järstads församling och 1944 kyrkoherde i Västra Hargs församling. Svenstedt blev 1962 kyrkoherde i Veta församling och 1963 kontraktsprost i Vifolka och Valkebo kontrakt. Han avled 1997 i Linköpings domkyrkoförsamling.

## Familj
Svenstedt gifte sig 1934 med Birgit Westman. De fick tillsammans barnen Carl Johan Svenstedt och Carl Henrik Svenstedt (född 1937), Christer Svenstedt och Anna-Lena Svenstedt (född 1943).